# Omroep Helmond
Omroep Helmond was een Nederlandse lokale omroep die van 14 maart 2012 tot 1 december 2020 radio- en televisie-uitzendingen produceerde voor Helmond. Na eerdere samenwerkingen en een bestuurlijke fusie met het voormalige DitIsOnzeWijk.nl fuseerden de omroep en het wijkplatform per 1 december 2020 tot het nieuwe Dit is Helmond.
De omroep werd ondergebracht in de Stichting Lokale Radio Omroep en Televisie Helmond (SLOT). Onder de omroep vielen een radiozender, een televisiezender en later ook diverse sociale mediakanalen. De omroep begon in 1984 als SLOT RADIO en veranderde in 1992 haar naam naar Stadsradio Helmond.
Omroep Helmond was een van de oudste lokale (radio-)omroepen van Nederland.

## Geschiedenis

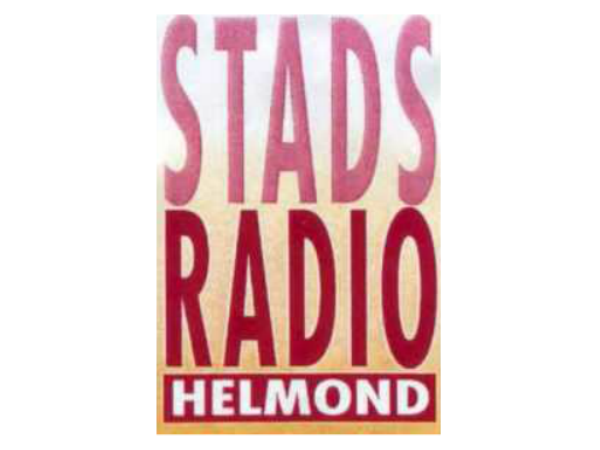
Het logo van Stadsradio Helmond (tot 2 februari 2012)

Een groep radio- en televisiemakers begon in de jaren tachtig met het produceren van lokale radio- en tv-uitzendingen. Een kubuswoning aan het Speelhuisplein te Helmond deed jarenlang dienst als studioruimte. De uitzendingen waren succesvol. Een groep vrijwilligers maakte programma's onder de naam: SLOT RADIO. Al snel werd er dan ook een nieuwe studio ingericht aan de Evertsenstraat.

### Stadsradio Helmond
De naam van de zender veranderde naar Stadsradio Helmond. In de jaren 90 kampte de omroep met geldzorgen en een bestuurscrisis. Met steun van de gemeente en de vrijwilligers wist de omroep overeind te blijven. In 1999 kwam er een nieuw bestuur met als voorzitter de voormalige wethouder Jan van der Zanden.
In augustus 2002 waren Stadsradio Helmond en Kempen FM de enige lokale omroepen in Zuidoost Brabant die geen tekort hadden op de begroting. In 2006 begon Stadsradio Helmond met de slogan 'De Beste Mix'. Hierin werd gedoeld op de mix van muziek en actualiteiten. In datzelfde jaar kwam er ook een nieuw jinglepakket voor de zender.

### Omroep Helmond (2012-2021)
In 2012 veranderde er veel binnen de omroep. Daarbij paste ook een naamswijziging naar Omroep Helmond. Ondanks deze wijziging werd de zender in de volksmond Stadsradio Helmond genoemd. Sinds de naamsverandering werd de omroep vaak in verwarring gebracht met Omroep Brabant.
De slagzin van Omroep Helmond was: 'Altijd Dichtbij!' Van 2012 tot 2014 was de slagzin op tv 'Alles Draait Om Helmond' en op de radio werd 'Uit De Hoofdstad Van De Peel' veel gebruikt. In 2014 vestigde het radiogedeelte van de omroep zich in de Cacaofabriek te Helmond. De televisiestudio was lange tijd gevestigd in het BCT aan de Kasteel-Traverse in Helmond.
Vanaf 2018 werkte Omroep Helmond voor verschillende projecten samen met het lokale nieuwsplatform DitIsOnzeWijk.nl. In mei 2018 maakten Omroep Helmond en DitIsOnzeWijk.nl bekend dat ze medio 2021 zouden gaan fuseren.

### DitisHelmond (vanaf 2021)
In 2021 fuseerden Omroep Helmond en Ditisonzewijk.nl onder de nieuwe naam DitisHelmond. Er werd een nieuwe radiostudio gebouwd op de nieuwe thuisbasis van DitisHelmond, op de vijfde etage van de Lev Groep op de Penningstraat in Helmond. De nieuwe radiostudio werd in mei van dat jaar in gebruik genomen, waarna de omroep uit de Cacaofabriek vetrok. Vanaf de nieuwe studio werden rond de klok uitzendingen verzorgd.
In 2022 begonnen gesprekken met SIRIS en DMG Deurne voor een samenwerking richting een streekomroep, noodzakelijk voor het voortbestaan van DitisHelmond. Een nieuwe tv-huisstijl werd in oktober 2024 geïntroduceerd. Tevens veranderde de slogan van de omroep van "Wat weet wat er speelt in Helmond" in "Altijd Dichtbij". De huisstijl werd op alle drie kanalen hetzelfde, wat eenheid moest uitstralen.

## Kijk- en luistercijfers

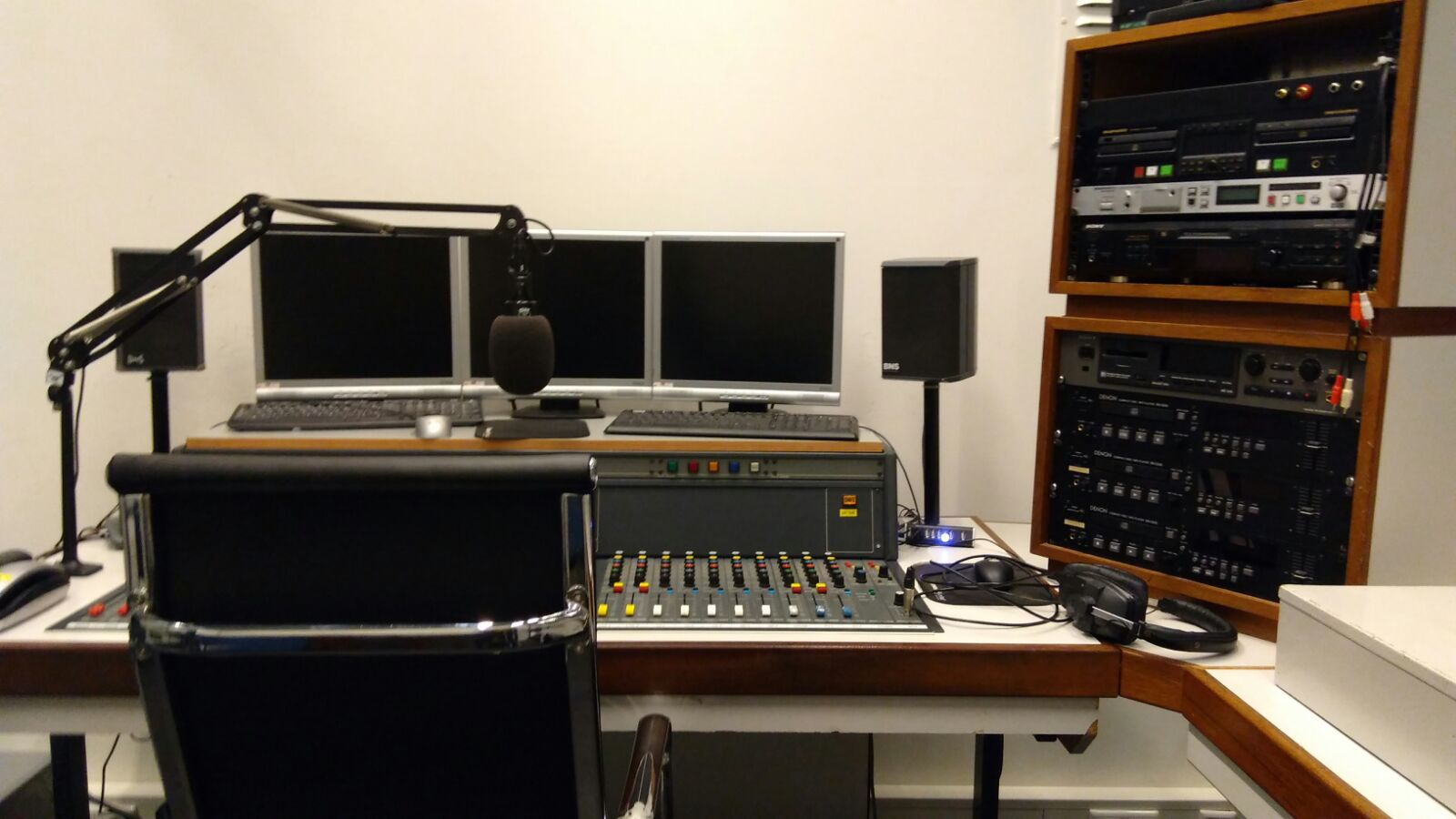
Het techniekgedeelte in de studio van Omroep Helmond Radio, 2017

### 2013
Uit het kijk- en luisteronderzoek van 2013 door het Stadspanel van de Gemeente Helmond is gebleken dat er wekelijks rond de 7000 mensen naar de radio-uitzendingen van Omroep Helmond luisterden. Wekelijks keken er rond de 21000 mensen naar de televisie-uitzendingen van Omroep Helmond.

### 2018
In 2018 deed het Stadspanel van de Gemeente Helmond opnieuw een kijk- en luisteronderzoek. De omroep kreeg het gemiddelde cijfer van een 6.8. De radio scoorde een 7.2, de tv een 7.0 en de website scoorde een stuk lager.

### 2022
In 2022 deed het stadspanel van de Gemeente Helmond een kijk en luisteronderzoek. De omroep kreeg een gemiddelde 7,4 voor de radio 7,1 voor de TV en 7,2 voor de website als nieuwsaanbod. De scores waren een stuk hoger dan bij het onderzoek van 2018. De waardering voor TV en Radio bleef nagenoeg gelijk. Inwoners kennen de omroep voornamelijk via Facebook.